# Oyamia cryptomeria
Oyamia cryptomeria is een steenvlieg uit de familie borstelsteenvliegen (Perlidae). De wetenschappelijke naam van de soort is voor het eerst geldig gepubliceerd in 2009 door Isobe & Uchida.